# Vụ hỏa hoạn Kemerovo 2018
| [Bản đồ tương tác toàn màn hình] |                                                               |
|                                  | Biểu đồ hiện đang tạm thời không khả dụng do vấn đề kĩ thuật. |

| [Bản đồ tương tác toàn màn hình] |                                                               |
|                                  | Biểu đồ hiện đang tạm thời không khả dụng do vấn đề kĩ thuật. |

Vào ngày 25 tháng 3 năm 2018 lúc 17:00 giờ địa phương (10:00 UTC), tại Kemerovo, Nga, một vụ hỏa hoạn tại khu mua bán phức hợp Zimnyaya Vishnya (tiếng Nga: Зимняя вишня, торгово-развлекательный комплекс) ở Kemerovo, khiến ít nhất 64 người chết, theo các tuyên bố chính thức. Đám cháy bắt đầu ở đâu đó trên tầng thượng của khu phức hợp cao bốn tầng, và có một số người đã nhảy ra từ cửa sổ để thoát khỏi đám cháy. Hàng trăm người đã được sơ tán, và 20 người khác đã được cứu thoát . Hai mươi bảy người vẫn còn mất tích, được cho là nhân viên làm việc trong khu mua sắm .

## Diễn biến

Sơ đồ sàn tầng 4 của khu mua sắm và giải trí Zimnyaya Vishnya nơi khởi phát đám cháy

Bốn người đã bị giam giữ liên quan đến đám cháy, bao gồm cả người đứng đầu công ty quản lý khu phức hợp mua sắm. Nhiều nạn nhân đang ở trong các rạp chiếu phim của trung tâm mua sắm, nơi có hai mái nhà sụp đổ. Một số nạn nhân trong các rạp chiếu phim là trẻ em xem Sherlock Holmes bắt đầu vào ngày đầu tiên của một tuần nghỉ học. Hệ thống báo cháy tại trung tâm mua sắm Kemerovo đã bị nhân viên bảo vệ tòa nhà tắt đi. Một phát ngôn viên của Ủy ban điều tra của Nga cũng tuyên bố rằng các ngọn lửa đã xuất hiện trong tòa nhà đã bị chặn trong trận hỏa hoạn.
Phó thống đốc Kemerovo Vladimir Chernov cho biết, nghi ngờ sơ bộ là một đứa trẻ có cái bật lửa thuốc lá làm cháy bọt cao su trong phòng tấm bạt nhảy có lò xo dành cho trẻ em, và khiến hoả hoạn bùng phát.

## Hậu quả
Các điện tín chia buồn về thảm kịch ở Kemerovo đã được một số lãnh đạo gửi đến Nga: Tổng thống Kazakhstan Nursultan Nazarbayev, Tổng thống Moldova Igor Dodon, Tổng thống Serbia Aleksandar Vučić, Vua Kuwait Sabah Al-Ahmad Al-Jaber Al-Sabah, và Giáo hoàng Francis. Theo lời phát ngôn viên Chính phủ Đức Steffen Seibert, Thủ tướng Đức Angela Merkel đã "bị sốc" bởi cảnh quay từ cảnh hoả hoạn và các báo cáo về vụ tai nạn. Tổng thống Kyrgyzstan, Armenia, Azerbaijan, Uzbekistan, Serzh Sargsyan, Sooronbay Jeenbekov, Ilkham Aliyev và Shavkat Mirziyoyev cũng đã bày tỏ lời chia buồn với Tổng thống Nga Vladimir Putin trong vụ hỏa hoạn gây chết người. Người phát ngôn Bộ Ngoại giao Hoa Kỳ Hua Chunying bày tỏ sự chia buồn của mình đối với nhiều người chết trong khu mua sắm. Tổng thống Belarus Alexander Lukashenko cũng bày tỏ lời chia buồn về vụ hỏa hoạn . Thủ tướng Anh Theresa May cũng đã gửi một điện chia buồn.